# Kamenec (Svitavská pahorkatina)
Kamenec (337 m n. m.) je vrch v okrese Ústí nad Orlicí v Pardubickém kraji. Leží asi 0,5 km severně od obce Vraclav na jejím katastrálním území.

## Geomorfologické zařazení
Geomorfologicky vrch náleží do celku Svitavská pahorkatina, podcelku Loučenská tabule a okrsku Vraclavský hřbet.